# Edo Knol
Edo Knol (Velserbroek, 13 juli 1995) is een Nederlands voetballer die bij voorkeur als middenvelder speelt. Sinds 2014 speelt hij bij Telstar, dat hem transfervrij overnam van de jeugdopleiding van ADO Den Haag, waar hij geen kans op speeltijd zag.

## Clubcarrière

### Jeugd
Knol speelde vanaf dat hij 3 jaar was bij VSV. Na een uitstapje bij HFC Haarlem kwam keerde hij terug naar VSV. Vervolgens maakte hij op 16-jarige leeftijd zijn debuut in het eerste van HFC EDO. In de jeugd van ADO Den Haag was de kans op speeltijd gering, dus vertrok Knol naar Telstar.

### Telstar
Op 22 augustus 2014 maakte Knol zijn debuut in het betaalde voetbal door 90 minuten mee te spelen in de gewonnen wedstrijd tegen Achilles '29.

## Statistieken
| Seizoen         | Club            |                    | Competitie      | Competitie | Competitie | Beker | Beker | Internationaal | Internationaal | Totaal | Totaal |
| Seizoen         | Club            | Wed.               | Competitie      | Dlp.       | Wed.       | Dlp.  | Wed.  | Dlp.           | Wed.           | Dlp.   |        |
| --------------- | --------------- | ------------------ | --------------- | ---------- | ---------- | ----- | ----- | -------------- | -------------- | ------ | ------ |
| 2014/15         | Telstar         | Vlag van Nederland | Eerste divisie  | 26         | 0          | 1     | 0     | –              | –              | 27     | 0      |
| Club totaal     | Club totaal     | Club totaal        | Club totaal     | 26         | 0          | 1     | 0     | –              | –              | 27     | 0      |
| Carrière totaal | Carrière totaal | Carrière totaal    | Carrière totaal | 26         | 0          | 1     | 0     | –              | –              | 27     | 0      |

Bijgewerkt t/m 20 maart 2015
1 Koeman ·
2 Hardeveld ·
3 Apau  ·
4 Offerhaus ·
5 Lobbes ·
6 Bakker ·
7 Hamdaoui ·
8 Turfkruier ·
9 El Kachati ·
11 Noslin ·
12 Overtoom ·
14 Kaandorp ·
15 Lechkar ·
15 Quaedvlieg ·
15 Lobbes ·
16 Douiri ·
17 Rossen ·
17 Oughcha ·
18 Van Ekeris ·
19 Hagedoorn ·
20 Houweling ·
21 Koswal ·
23 Hetli ·
24 Benzzine ·
24 Olfers ·
25 Owusu ·
26 Van Schooneveld ·
27 Kharchouch ·
28 Bodak ·
28 Van Ingen ·
Coach: Correia
· Assistent-trainer: Michielsen
· Assistent-trainer: Roubos
· Assistent-trainer: Van der Kooij
· Keeperstrainer: Van der Mast